# نیرزویل (ویرجینیا)
نیرزویل (به انگلیسی: Neersville) یک منطقهٔ مسکونی در ایالات متحده آمریکا است که در شهرستان لادن، ویرجینیا واقع شده‌است.